# جیمز ایستن
جیمز ایستن (انگلیسی: James L. Easton؛ زادهٔ ۲۶ ژوئیه ۱۹۳۵) یک نیکوکار اهل ایالات متحده آمریکا است.